# Männedorf
Männedorf es una ciudad y comuna suiza del cantón de Zúrich, situada en el distrito de Meilen. Limita al noreste con la comuna de Oetwil am See, al sureste con Stäfa, al sur con Richterswil y Wädenswil, y al noroeste con Uetikon am See. Tiene una superficie de 478 ha.
Orgelbau Kuhn, que tiene su sede aquí desde 1864, es muy conocida y es la mayor empresa suiza de construcción de órganos. Se ha hecho un nombre en todo el mundo a través de nuevos edificios y restauraciones.

## Transportes
Existe una estación ferroviaria en la que efectúan parada una línea diurna y otra nocturna de la red de trenes de cercanías S-Bahn Zúrich.